# Curt Bräuer

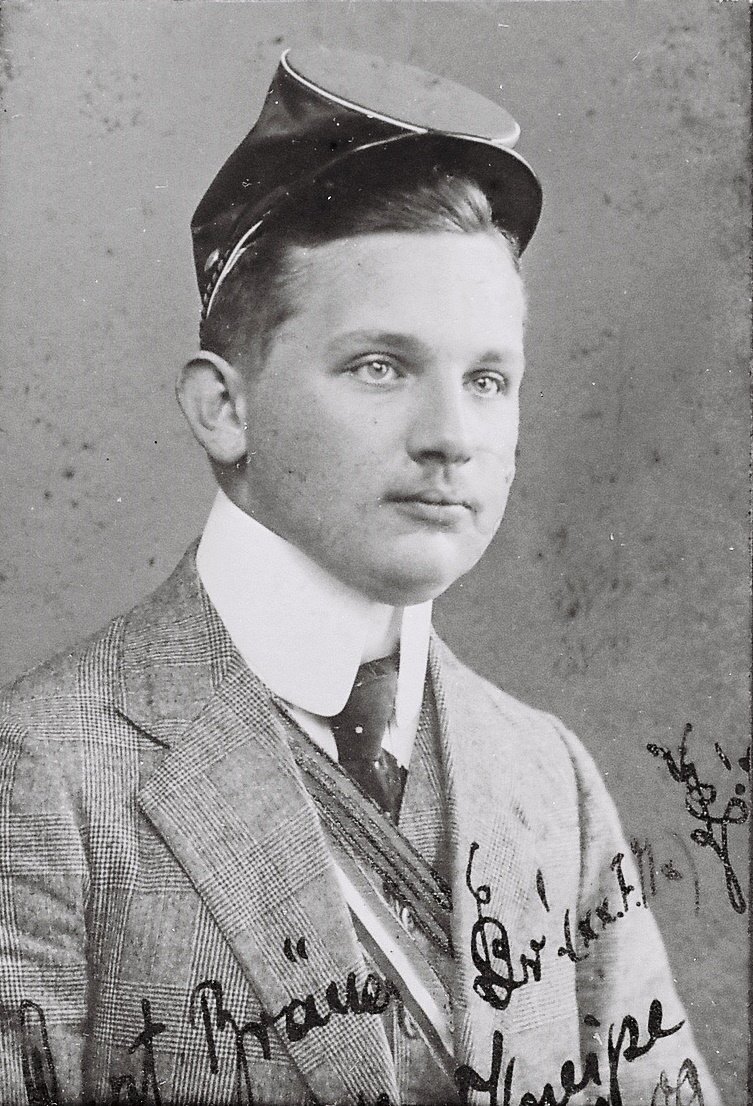
Curt Bräuer

Curt Bräuer (* 24. Februar 1889 in Breslau; † 8. September 1969 in Wiesbaden) war ein deutscher Offizier und Diplomat.

## Leben
Curt Bräuer war Sohn des Kaufmanns Conrad Bräuer und dessen Frau Wilhelmine geb. Pätzold. Er studierte von 1907 bis 1910 an der Schlesischen Friedrich-Wilhelms-Universität und der Universität Greifswald Rechtswissenschaft und Staatswissenschaften. Er wurde im Corps Lusatia Breslau (1907) und im Corps Guestfalia Greifswald (1909) aktiv. In Greifswald studierte er mit Wolfgang Kraus. Nachdem er Anfang 1911 das Erste Staatsexamen gemacht hatte und zum Dr. iur. promoviert worden war, trat er am 8. März 1911 in die preußische Rechtspflege. Im selben Jahr meldete er sich als Einjährig-Freiwilliger. Ab 1914 studierte er an der Friedrich-Wilhelms-Universität zu Berlin Orientalische Sprachen. Vom 5. September 1914 bis zum Juli 1918 machte er den ganzen Ersten Weltkrieg mit. So konnte er erst am 13. Dezember 1919 das Assessorexamen ablegen. Er wurde am 31. Januar 1920 in den Auswärtigen Dienst einberufen und zunächst als Attaché der Außenhandelsstelle, ab Juli 1920 der Abteilung VI (Amerika, Spanien, Portugal) des Auswärtigen Amtes (AA) zugewiesen.

### Südafrika, Brüssel, Paris
Am 24. September 1920 wurde er an das Generalkonsulat Kapstadt, später Pretoria versetzt. Seit Juli 1925 Konsul, kam er im August 1925 zurück in das AA. In der Abteilung II (West- und Südosteuropa) war er für die Tschechoslowakei zuständig. Seit März 1928 Legationsrat, wurde er im Juli 1930 an die Gesandtschaft Brüssel beordert und ein Jahr später zum Gesandtschaftsrat I. Klasse befördert. Zwischen 1928 und 1930 war er Mitglied der DDP. Von Mai 1935 bis Mai 1936 war er kommissarischer Leiter der Vertretung. Zum 1. August 1935 war er der NSDAP beigetreten (Mitgliedsnummer 2.553.264). Nachdem er Ende 1937 mit einem Sonderauftrag des AA betraut gewesen war, war er bis zum Ausbruch des Zweiten Weltkriegs Botschaftsrat in Paris. Von dort berichtete er in einem Memorandum vom 11. März 1938 an das Auswärtige Amt seine Einschätzung, dass Frankreich bei einer militärischen Besetzung Österreichs nicht eingreifen werde.

### Oslo und Wehrmacht
Er wurde am 3. November 1939 als Gesandter, im Rang eines Botschafters, nach Oslo entsandt und übte dieses Amt bis zum 16. April 1940 aus. In seiner Eigenschaft als oberster ziviler Vertreter der Regierung des Deutschen Reiches und dessen Bevollmächtigter bei der norwegischen Regierung übermittelte Bräuer am 9. April 1940 ein Memorandum an den norwegischen Außenminister Halvdan Koht. Es enthielt die Aufforderung, den einmarschierenden deutschen Truppen keinen Widerstand zu leisten, der die Norweger aber nicht nachkamen. In einer Unterredung mit König Haakon VII. versuchte er am nächsten Tag, diesen zur Anerkennung der Putschregierung von Vidkun Quisling zu bringen, war damit jedoch ebenfalls erfolglos. Quisling musste auf Druck der Reichsregierung zurücktreten. Daraufhin bildete Bräuer am 15. April zusammen mit Theodor Habicht und in Kooperation mit dem Obersten Gericht Oslo einen Verwaltungsausschuss für die besetzten norwegischen Gebiete. Gegen Bräuers Hoffnungen, eine Anerkennung durch die norwegische Regierung zu erhalten, akzeptierte diese den Administrationsrat aber nicht als politische Institution, sondern lediglich als Verwaltungsinstanz; Bräuer versuchte in Berlin dennoch den Eindruck zu erwecken, es handele sich um eine Art akzeptierte Regierung. Danach zog Hitler Bräuer aus Oslo ab und entzog Joachim von Ribbentrop und dem Auswärtigen Amt die Verantwortung für Norwegen.  Am 16. April 1940 wurde Bräuer als Diplomat in den Einstweiligen Ruhestand versetzt. Hitler entsandte nach der Abberufung Bräuers den politisch stärker aktiven Josef Terboven als Reichskommissar in das besetzte Norwegen. Am 4. Mai 1940 wurde Bräuer zum Heer der Wehrmacht einberufen. Am 1. November 1944 wurde er zum Oberstleutnant der Reserve befördert. 1945 kam er in sowjetische Kriegsgefangenschaft, aus der er im Dezember 1953 entlassen wurde.

### Nachkriegszeit
Im Jahr 1954 löste ein geplanter Vortrag Bräuers vor einer norwegischen Studentenverbindung über die Ereignisse zur Zeit der Besetzung im Jahr 1940 großen Unmut in der norwegischen Bevölkerung aus. Die norwegische Regierung fand daraufhin juristische Mittel, die unerwünschte Einreise Bräuers zu verhindern. Im April 1959 wurde er vom Auswärtigen Amt noch einmal mit einem Sonderauftrag betraut.